# Merano Challenger 1994
Il Merano Challenger 1994 è stato un torneo di tennis facente parte della categoria ATP Challenger Series nell'ambito dell'ATP Challenger Series 1994. Il torneo si è giocato a Merano in Italia dal 29 agosto al 5 settembre 1994 su campi in terra rossa.

## Vincitori

### Singolare
Fabrice Santoro ha battuto in finale  Sergio Cortés con il punteggio di 6–1, 6–0

### Doppio
Tomas Nydahl /  Simon Youl hanno battuto in finale  Emanuel Couto /  João Cunha e Silva con il punteggio di 6–4, 4–6, 6–4